# Marcellus Bles
Marcellus Bles (Tilburg, 9 juni 1715 - Moergestel, 3 november 1797) was koopman bij de Vereenigde Oostindische Compagnie (VOC), geldschieter voor Tilburgse industriëlen en vanaf 1761 heer van Moergestel.

## Familie Bles
Marcellus' familie was Nederduits Gereformeerd. De opa van Marcellus was in 1680 naar Udenhout en vervolgens naar Helvoirt getrokken teneinde in het zuiden openbare functies te vervullen die toen aan protestanten waren voorbehouden. 
De vader van Marcellus, Govert Bles (1675-1747), trok in 1699 naar Tilburg en was daar ouderling, klerk ter gemeentesecretarie en schepen. Hij was gehuwd met Arnolda Cloostermans met wie hij zes kinderen kreeg; vier dochters en twee zonen. Beide zonen zouden aanzienlijke belangen verwerven in de koloniën van de Republiek. Marcellus, het oudste kind, in (Nederlands) Oost-Indië en Cornelis Bles in Suriname, West-Indië.

## Naar Oost-Indië

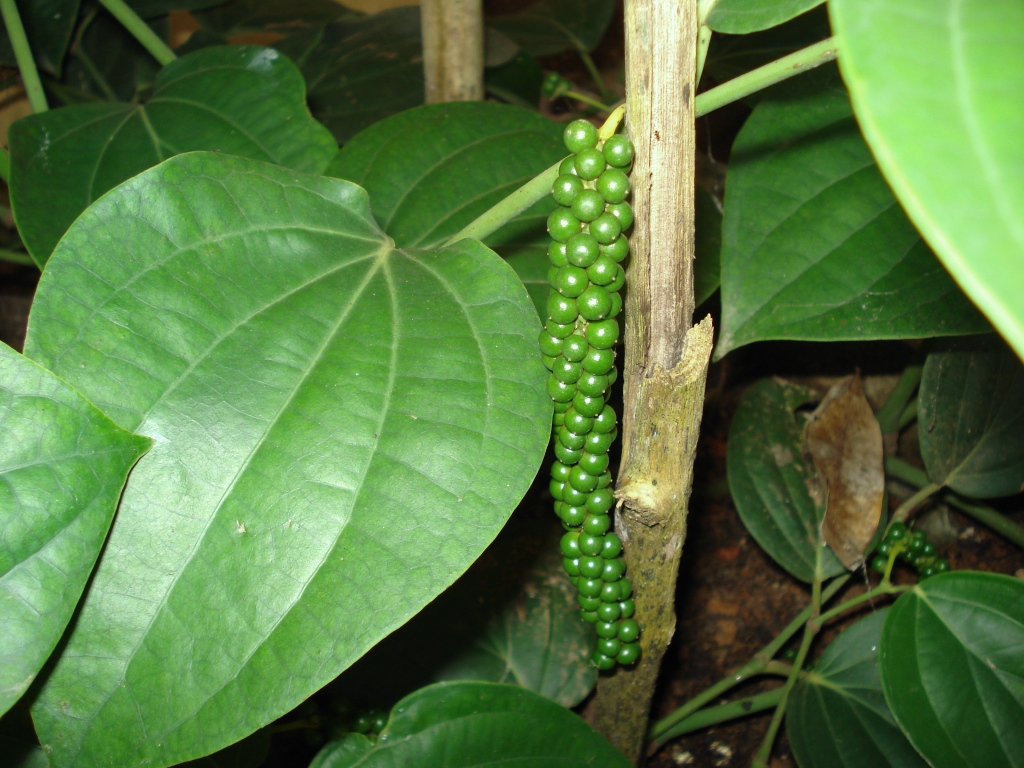
Peper, in die tijd 'peperduur'

Op 12 februari 1736 vertrok Marcellus met de Noordwaddingsveen naar Batavia op Java, alwaar hij op 25 augustus van hetzelfde jaar arriveerde. Daar trad hij als onderkoopman in dienst van de VOC. Zijn werkgebied werd echter Nederlands Voor-Indië. 
In 1737 verhuisde Bles naar Malabar, het zuidwestelijk kustgebied van India, centrum van de handel in specerijen en dan met name zwarte peper. In 1738 duikt hij op in Coilan om, volgens jaarlijks gebruik, nieuwe pepercontracten met de regenten te sluiten. Langzaamaan maakte Bles carrière binnen de VOC. Zo werd hij in 1742 eerste resident in Barselor.

### Ceylon
In 1744 vertrok Bles naar Ceylon (nu Sri Lanka), waar hij in de hoofdstad Colombo werkzaam was als secretaris van het gouvernement (het bestuur van Ceylon) en als muntmeester (opzichter over de muntgieterijen). In Colombo trad Bles in 1747 in het huwelijk met Anna Maria de Caauw, met wie hij zes kinderen kreeg, allen in Ceylon geboren. 
Bles had in Ceylon een passie voor tropische fauna ontwikkeld. Eenmaal terug in Nederland corespondeerde hij met de Franse natuuronderzoeker Graaf de Buffon over de Ceylon-olifanten, die ook wel verkocht werden, en over de 'witte apen met een lange baard'. Van die laatste had Bles een exemplaar als huisdier gehad.
In 1755 moest Bles terugkeren naar het vasteland van India. Zijn vrouw was toen waarschijnlijk al overleden. Hij werd daar aangesteld als 'opperhoofd' van Coilan. Na vier jaar echter werd hij -om onbekende redenen- ontslagen. 

## Terugkeer
Na 23 jaar in de Oost te hebben verbleven voer Marcellus Bles in 1759 met de Overnes terug naar de Republiek, vergezeld door een 'Swarte' (slaaf) en vier van zijn nog in leven zijnde kinderen. 
In de koloniën had Bles een aanzienlijk kapitaal vergaard. Op het kantoor van de VOC te Amsterdam werd het geld van hem, in zijn afwezigheid, geïnd door zijn moeder. Op 6 juli 1759 inde hij in eigen persoon te Amsterdam een laatste bedrag van bijna 5.000 gulden. 
Bles kocht daarop het landgoed Heerenbeek in Oirschot, maar ging wonen in het huis van zijn broer Cornelis, notaris te Tilburg. De beide broers zouden later nog een vijf jaar durende juridische strijd met elkaar voeren over een bedrag van 10.000 gulden, wat pas in 1781 werd beslecht.

### Moergestel

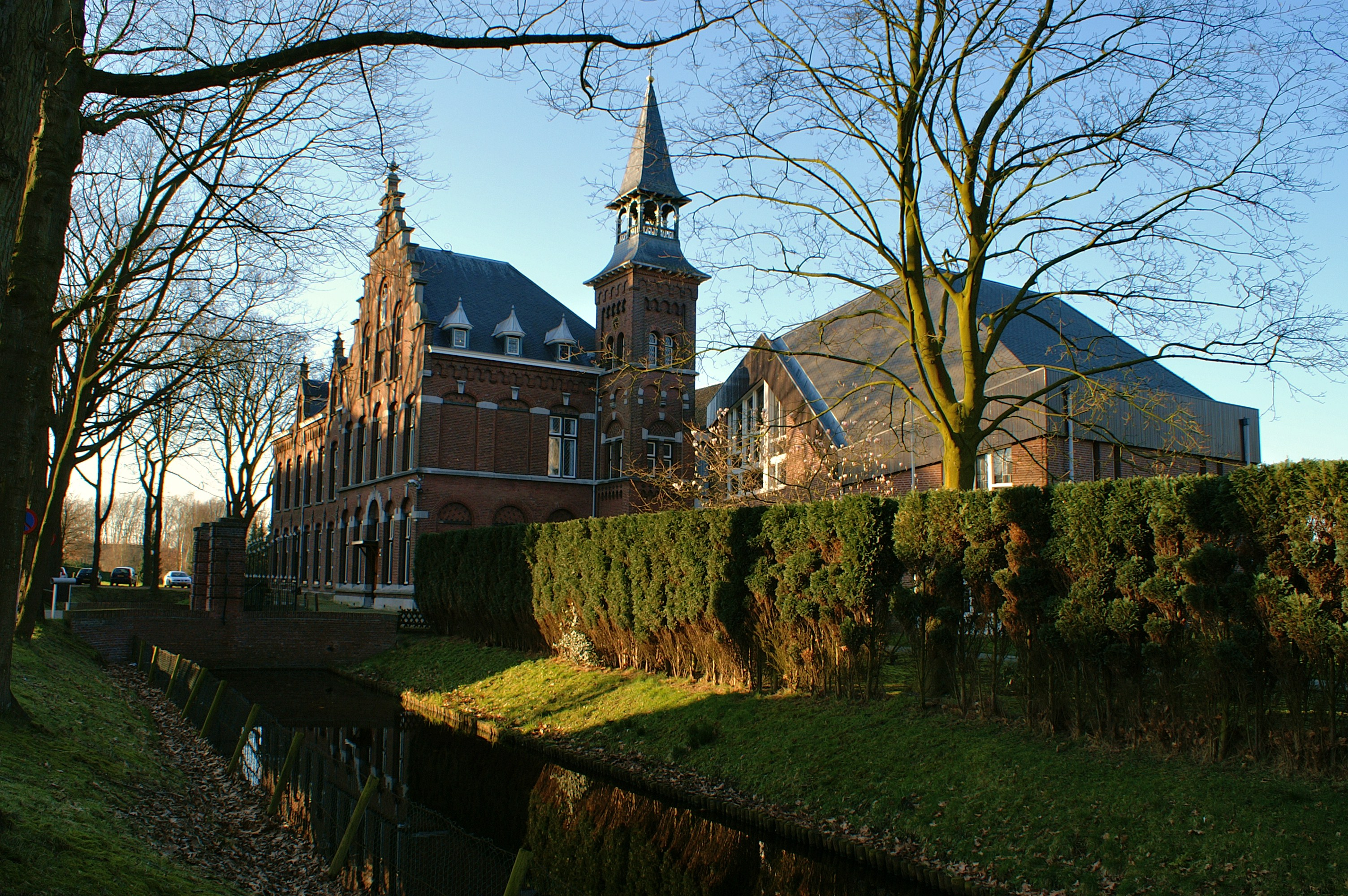
Kasteel Nieuwenhof in 2007

In 1761 kocht Marcellus voor 4.150 gulden Kasteel Nieuwenhof te Moergestel, ofwel 'seekere Casteel off Heeren Huijsinge, van outs genaamt Nieuwenhoff met schuur, stallinge, schop, hof en aangelag'. Voorwaarde was wel dat hij 'bij off ontrent het voornoemd kasteel sal hebben doen bouwen eene boere huijsinge met stal, schuur, schop en verdere noodwendigheeden bequaam in ordre en bewoonbaar', om de verkoper, Jacobus Schoonus, van het kasteel in te huisvesten. 
Aldus werd Marcellus Heer van Moergestel. Het kopen van een heerlijkheid door een protestantse koopman kwam in Staats-Brabant veelvuldig voor. 
Rond 1787 had Marcellus Bles in Moergestel een Afrikaanse dienstknecht, Johannes Pauli genaamd. Deze was enkele jaren  'diender tot Moergestel'  waarna hij veldwachter werd in Hilvarenbeek, waar zijn broer Cornelis Bles grond in bezit had.

### Tilburg
Marcellus Bles speelde een rol als geldschieter voor de opkomende textielindustrie in Tilburg, zijn geboortestad. Zo leende hij aan de door Martinus van Dooren en Gerardus Dams in 1783 opgerichte textielfirma Van Dooren & Dams een bedrag van 4.000 gulden. Mogelijk is dit bedrag gebruikt voor de bouw van een windvolmolen, die in 1799 in gebruik werd genomen. Hiervan heeft Marcellus zelf nooit de vruchten gezien, want hij overleed in november 1797. 
Opmerkelijk is dat in de periode dat Bles in Oost-Indië verbleef er drie VOC-schepen zijn geweest die de naam Kasteel van Tilburg droegen. Het eerste heeft gevaren van 1737 tot 1740. Het tweede schip voer vanaf 1746 maar werd in 1752 omgedoopt tot Diemen. Een derde schip, dat eerst Diemen heette, werd in datzelfde jaar hernoemd in Kasteel van Tilburg. Dit schip maakte nog enkele reizen in de Indische Oceaan en werd uit de vaart genomen in 1764. De schepen transporteerden soldaten, werklieden en slaafgemaakten en goederen als wapens, textiel, koffie, suiker en rijst.  

## Overlijden
Marcellus Bles werd 81 jaar oud en is op 3 november 1797 begraven in Moergestel.